# Каримов, Абдулла Каримович
Абдулла (Абдулладжан) Каримович Каримов (узб. Abdulla Karimovich Karimov; 1896, Коканд, Кокандский уезд, Ферганская область, Туркестанский край, Российская империя —1938, Москва) — советский узбекский партийный и государственный деятель. Председатель Совета народных комиссаров Узбекской ССР (1937).

## Биография
Член РКП(б) с 1920 г. В 1918 г. окончил педагогические курсы в Скобелеве.
- 1918 г. — учитель в г. Коканд Ферганской области,
- 1919 г. — секретарь Союза учителей Коканда,
- 1919 г. — заведующий отделом Кокандского городского Совета народного хозяйства,
- 1920—1921 гг. — председатель Ферганского областного Совета профсоюзов, председатель исполнительного комитета Кокандского городского Совета,
- 1922 г. — начальник Ферганской областной рабоче-крестьянской милиции,
- 1922 г. — член Революционного военного совета Ферганской группы войск,
- 1922 г. — начальник Ферганского областного отдела ГПУ,
- август-сентябрь 1922 и январь-август 1924 гг. — временно исполняющий обязанности ответственного секретаря Ферганского обкома ЦК КП(б) Туркестана,
- 1923 г. — председатель Ферганской областной ЧК по борьбе с басмачеством,
- 1927 г. — председатель Центральной контрольной комиссии КП(б) Узбекистана, заместитель председателя Средне-Азиатского Экономического Совета,
- 1934—1937 гг. — заместитель председателя СНК Узбекской ССР,
- июнь-октябрь 1937 г. — председатель СНК Узбекской ССР.

Член Центральной Контрольной Комиссии ВКП(б) (1927—1930).
Осенью 1937 г. был арестован, осужден к высшей мере наказания и в 1938 году расстрелян в Москве по Сталинскому расстрельному списку по приговору ВКВС СССР. Место захоронения — спецобъект НКВД  «Коммунарка».
Реабилитирован посмертно.

## Награды и звания
Награжден орденами Красного Знамени (1923) и орден Трудового Красного Знамени (31.05.1937 — за успешную работу в области организации Узбекского Музыкального театра и музыкальных ансамблей).